# بريكاريا

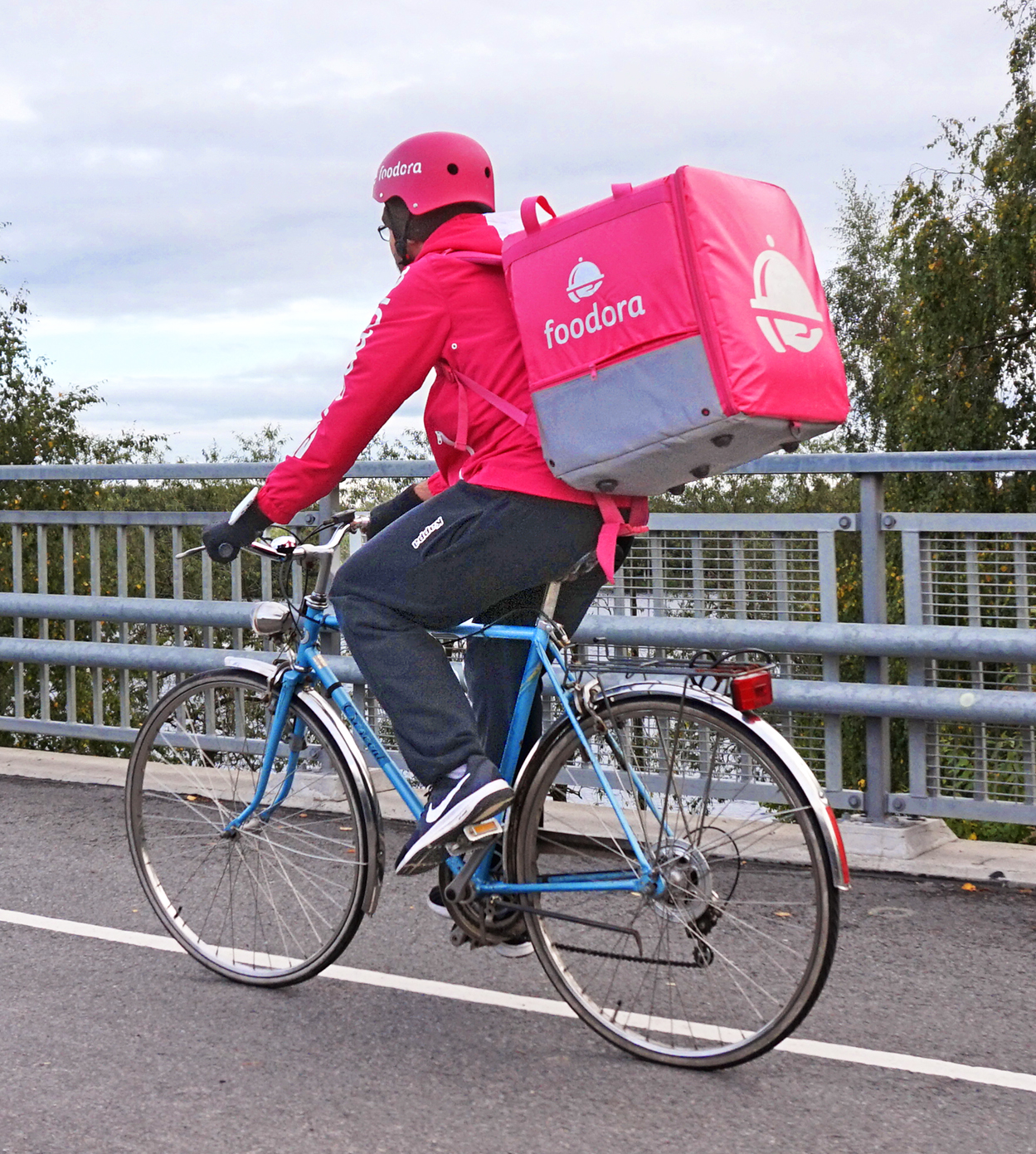

البريكاريا  هو مفهوم اجتماعي إقتصادي، يتكون من لفظ مقتبس أو لفظ منحوت من مصطلح البروليتاريا في علوم الإقتصاد السياسي. وكان البروفسور جاي إستاندينج الأستاذ بجامعة باث البريطانية هو أول من أطلق هذا المصطلح المستحدث لوصف طبقة من الناس يعيشون في وضع اقتصادي اجتماعي هش وكان يشير به إلى الشك وعدم اليقين وعدم الائتمان على الصعيد الاقتصادي والاجتماعي والثقافي والسياسي وسط مجموعة متنامية داخل المجتمع على نحو من شأنه أن يقود إلى التطرف والشعبوية.

## الطبقة الجديدة الخطرة
حذر الأستاذ جاي في كتابه «البريكاريا: الطبقة الخطرة الجديدة» (باللغة الإنجليزية The Precariat, the new dangerous class) عن عواقب هذا الشك والريبة وعدم التيقن وعدم ائتمان النظم الاقتصادية والاجتماعية والسياسية وسط طبقة البريكاريا. وأهم ما يميز هذه الطبقة هو نقص فرص العمل وقصر مدة عقود العمل وانخفاض الدخول، وصعوبة العلاقات الاجتماعية، وانخفاض الضمان الإجتماعي، والافتقار للأمن الوظيفي، وانعدام الصوت السياسي وسطها. وفضلا عن خطر ارتفاع معدلات الفقر (مثل نظام الوظائف القصيرة الأمد في ألمانيا) أو وظائف ، الماكجوب وسط هذه الطبقة فهي أيضاً عرضة لنمو الراديكالية والشعبوية وسطها وبذلك فإنها تشكل تهديدا للديمقراطية.
وقد شهدت هذه الفئة السكانية غير المستقرة اقتصادياً واجتماعيا، انتشاراً في المجتمعات في السنوات الأخيرة، وكانت بالتالي أكثر تنوعاً حسب اسيتاندينج الذي يقدر عدد أفرادها في اليابان بأكثر من 20 مليون شخص. ، بينما أصبحت البريكاريا في أوروبا تشكل موضوع نقاش منذ مطلع القرن الحادي والعشرين: شباب حائزون على درجات عالية من التعليم عاطلون عن العمل وليس لديهم أية وظيفة يؤدونها أو أنهم يقومون بأداء وظائف أو أعمال ذات أجر زهيد

## مضمون أفكار استاندينج
كتاب استاندينج الذي يحتوي على تشخيص لظاهرة نمو العمل غير الآمن: «الناس الذين هم في نهاية الخط ضعفاء للغاية، ومن المرجح أن يتعرضوا للاستغلال الذاتي بمعنى أن الكثير منهم يكون يائساً للغاية للحصول على دخل بحيث يقبل معدلا منخفضا جداً من الأجر». وهو بذلك يعيد إلى الأذهان الكتاب الذي ألفه في عام 2009، ريتشارد ويلكنسون أستاذ علم الوبائيات البريطاني والباحث في دراسات عدم المساواة الإقتصادية بعنوان «مستوى الروح لماذا تجعل المساواة الكبيرة المجتمعات أكثر قوة» (باللغة الإنجليزية
The Spirit Level, Why Greater Equality Makes،Societies Stronger
) والذي ربط بين القدر الكبير من عدم المساواة بين الناس في المجتمع وبين سلسلة العناصر المزعزعة للأستقرار فيه مثل ظواهر تزايد نسبة الحمل عند الفتيات المراهقات والتدهور في صحة الفرد وتزايد أعمال العنف وإدمان المخدرات وغيرها من الأمراض والعاهات الاجتماعية.

## الدخل الأساسي
ويعتقد استاندينج إن فكرة الدخل الأساسي تشكل الخطوة الأولى لمكافحة أو لتفادي نشأة وتطور طبقة اجتماعية جديدة ذات اخطار ومهددات كبيرة للمجتمع ونظمه السياسية والإجتماعيى والاقتصادية والثقافية القائمة.